# The Darkness (band)

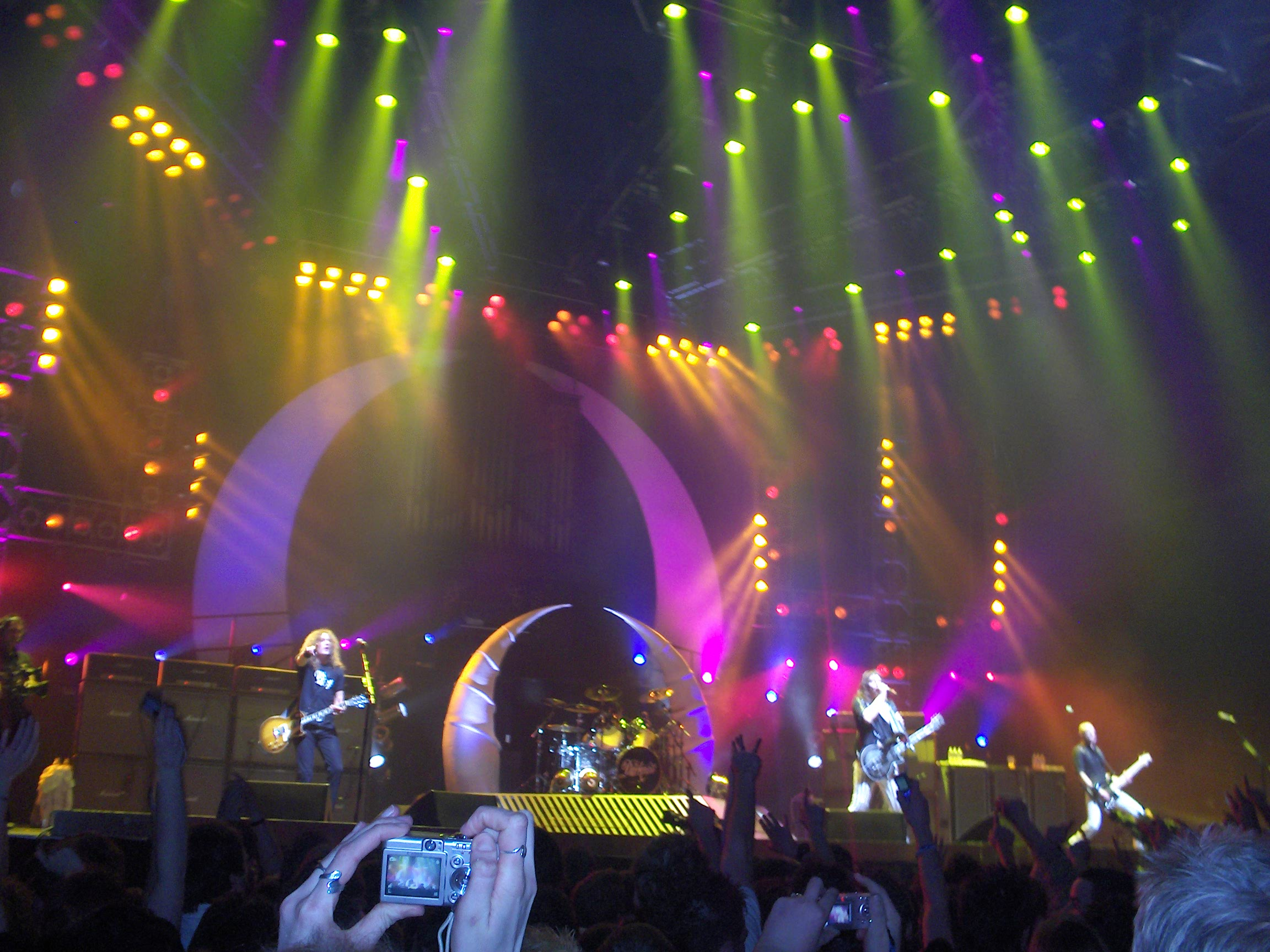
Glasgow SECC 12 februari 2006

The Darkness is een Engelse glamrockband. De band is bekend geworden door de klassieke hardrock met een knipoog ten gehore te brengen. The Darkness is voornamelijk beïnvloed door bands als AC/DC, Queen en Thin Lizzy. Justin Hawkins zingt met een kenmerkende kopstem.
De band heeft in Nederland succes gehad met I Believe in a Thing Called Love en Christmas Time (Don't Let the Bells End).

## Geschiedenis
De broers Justin en Dan Hawkins zaten op de Kirkley High School in Lowestoft, Suffolk (Engeland). In Londen vormden zij samen met hun oude vrienden Frankie Poullain en Ed Graham de band. Op een Nieuwjaarsfeest was Dan zo onder de indruk van Justin's weergave van Queen's Bohemian Rhapsody dat Justin meteen tot frontman werd gebombardeerd.
In 2003 verscheen het debuutalbum Permission to Land. Het album klom snel naar de bovenste regionen van de Britse hitlijsten en leverde de band verschillende Brit Awards op. In 2005 verliet Frankie Poullain de band tijdens de opnames van het tweede album One Way Ticket to Hell... And Back, naar eigen zeggen werd hij gedwongen te vertrekken. Het tweede album deed het lang niet zo goed als het eerste.
In 2004 won The Darkness een European Border Breakers Award. De European Border Breakers Awards zijn prijzen die jaarlijks worden uitgereikt aan tien jonge veelbelovende Europese artiesten die het jaar ervoor succesvol buiten de eigen landsgrenzen debuteerden.
Het initiële succes van de band deed Justin Hawkins geen goed. Hij raakte verslaafd aan alcohol en cocaïne. Hierdoor moest The Darkness verschillende optredens afzeggen. Nadat hij was afgekickt verliet hij de band in 2006
In februari 2007 werd bekend dat de band een doorstart gaat maken onder de naam Stone Gods, bassist Richie Edwards nam de zangpartij voor zijn rekening, waarbij Toby MacFarlaine als bassist aan de slag ging. Op 9 december 2010 heeft Toby Macfarlaine getwitterd dat de Stone Gods uit elkaar zijn.
In de periode nadat Justin Hawkins The Darkness verliet heeft hij de band Hot Leg opgericht.
Op 15 maart 2011 was het officieel bekendgemaakt dat The Darkness weer bij elkaar is, en in volledige originele bezetting.
Van 27 april 2012 tot en met 11 februari 2013 was The Darkness de openingsact van The Born This Way Ball Tour van Lady Gaga.
Op 21 april berichtte de band dat Davies de band had verlaten. Vier dagen later deelden ze via Facebook mee dat Rufus Taylor, zoon van Queendrummer Roger Taylor, Davies zou vervangen.

## Discografie

### Albums
- Permission to Land (7 juli 2003)
- One Way Ticket to Hell... And Back (28 november 2005)
- Hot Cakes (20 augustus 2012)
- Last of Our Kind (2015)
- Pinewood Smile (2017)

### Ep's
- I Believe in a Thing Called Love (12 augustus 2002)

### Singles
- Get Your Hands off My Woman (24 februari 2003)
- Growing on Me (16 juni 2003)
- I Believe in a Thing Called Love (22 september 2003)
- Christmas Time (15 december 2003)
- Love Is Only a Feeling (22 maart 2004)
- One Way Ticket (14 november 2005)
- Is It Just Me? (20 februari 2006)
- Girlfriend (22 mei 2006)

### Vinyl
- One Way Ticket
- Is It Just Me

### Dvd
- Love is Only a Feeling (22 maart 2004)
- One Way Ticket (5 december 2005)
- Is It Just Me (20 februari 2006)
- Girlfriend (22 mei 2006)

## Trivia
- Zanger Justin Hawkins is ook bekend als YouTuber met zijn webshow Justin Hawkins Rides Again waarin hij songs en muzikale (wan)prestaties van anderen analyseert of over het artiesten bestaan praat. Hij heeft dit concept ook in de vorm van een theater tour gegoten. Hij behaalde eind 2023 de mijlpaal van een half miljoen volgers op zijn YouTubekanaal.[5]